# Liste des meilleurs films jamais réalisés

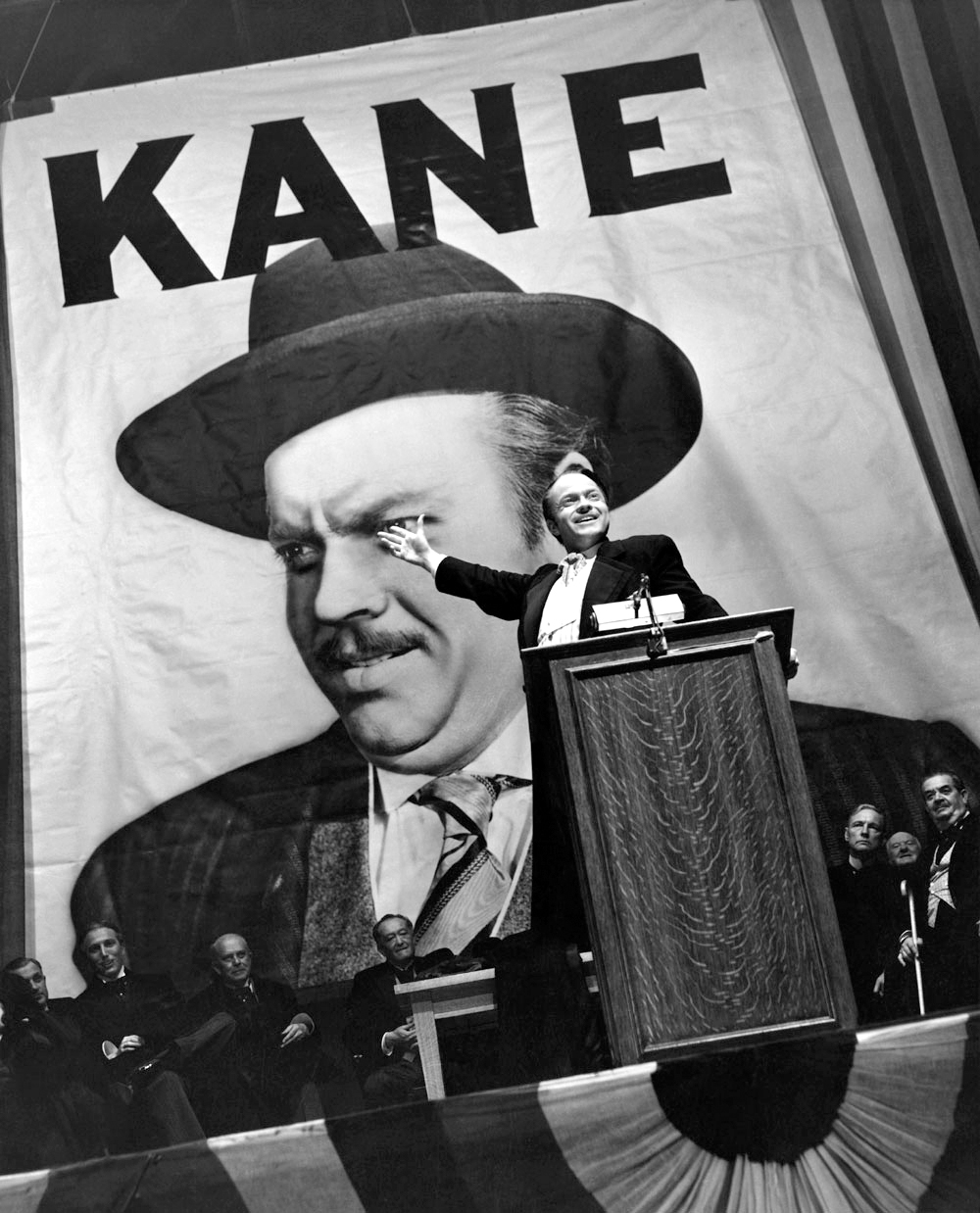
Citizen Kane (1941), réalisé par Orson Welles, arrive en tête de plusieurs sondages internationaux, dont cinq consécutifs de la revue Sight and Sound.

Cette liste des meilleurs films jamais réalisés se fonde sur des sondages d'opinion nationaux et internationaux, sur l'avis des critiques ou du public.
Certains sondages se concentrent sur tous les films, tandis que d'autres se concentrent sur un genre ou un pays en particulier. Les systèmes de votes diffèrent d'un sondage à l'autre : certains souffrent de biais d'autosélection, de démographie biaisée, tandis que d'autres peuvent être sensibles à des formes d'interférence telles qu'un mauvais comptage des votes.

## Critiques et cinéastes

### Sight and Sound

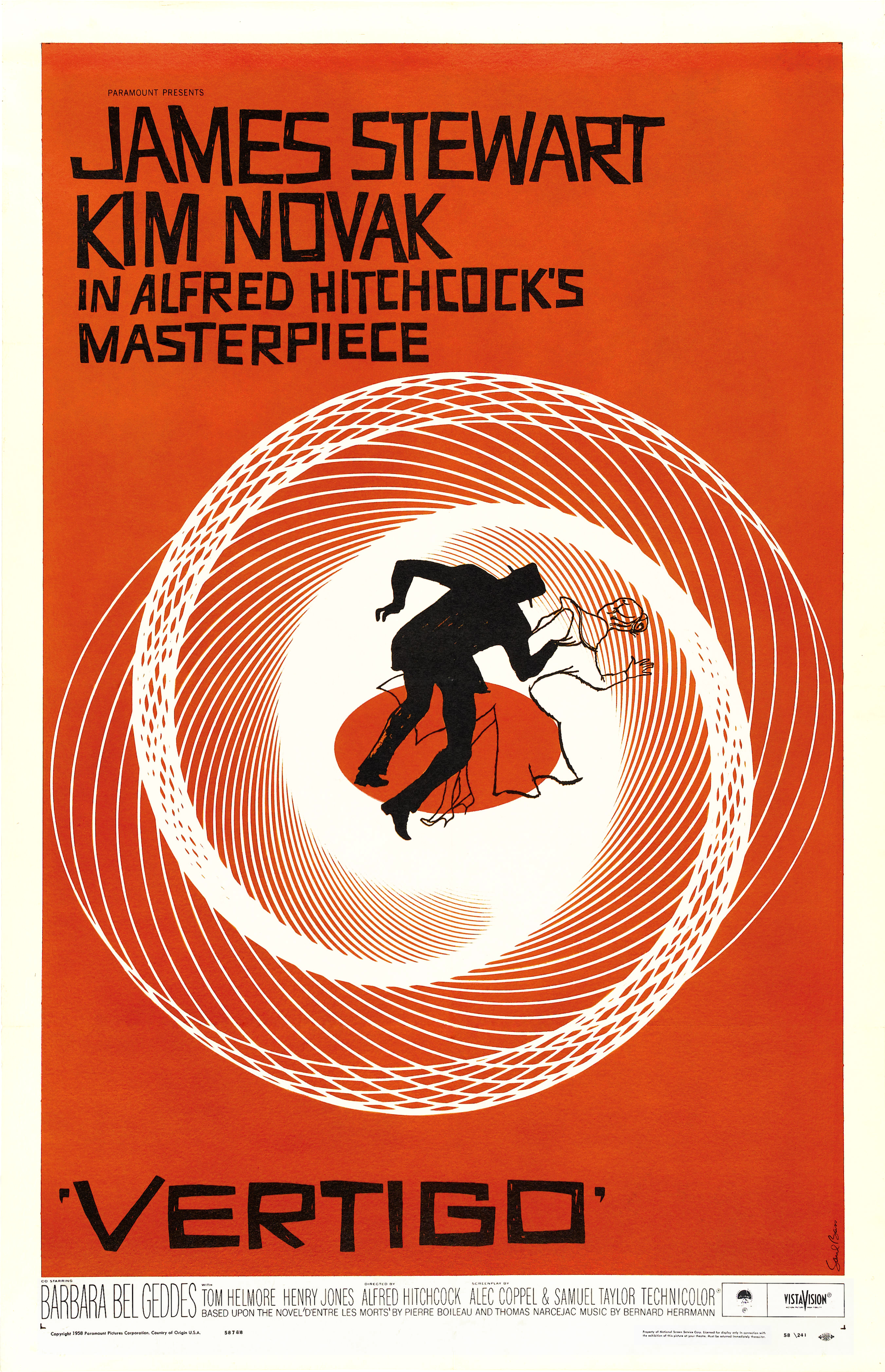
Sueurs froides (Vertigo) (1958) est classé no 1 dans le plus récent sondage de la revue Sight and Sound.

Tous les dix ans, depuis 1952, le magazine de cinéma britannique Sight and Sound demande à un groupe de critiques internationaux de cinéma de voter pour le plus grand film de tous les temps. Depuis 1992, ils sont invités à voter séparément. 63 critiques participent en 1952, 70 critiques en 1962, 89 critiques en 1972, 122 critiques en 1982, 132 critiques et 101 réalisateurs en 1992, 145 critiques et 108 réalisateurs en 2002, et 846 critiques et 358 réalisateurs en 2012.
Ce sondage est considéré comme l'une des plus importantes listes de films jamais réalisés. Le critique américain Roger Ebert le décrit comme « de loin le plus respecté des innombrables sondages de grands films, le seul que les gens du cinéma prennent au sérieux ».
- Le Voleur de bicyclette (1948) arrive en tête du premier sondage de 1952 avec 25 votes[1].
- Citizen Kane (1941) arrive en tête de cinq sondages consécutifs, avec 22 votes en 1962, 32 votes en 1972, 45 votes en 1982, 43 votes en 1992, et 46 votes en 2002. Il domine également les deux premiers sondages de réalisateurs, avec 30 voix en 1992 et 42 voix en 2002[1].
- Sueurs froides (1958) arrive en tête du sondage en 2012 avec 191 votes, détrônant Citizen Kane[1].
- Voyage à Tokyo (1953) arrive en tête du sondage de réalisateurs en 2012 avec 48 votes, détrônant Citizen Kane[1].

À noter : La Règle du jeu (1939) est le seul film français à apparaître dans tous les sondages des critiques, atteignant la place de numéro 2 en 1972, 1982 et 1992. Sa seule apparition dans le sondage de réalisateurs est à la neuvième place en 2002.

### Autres sondages d'importance

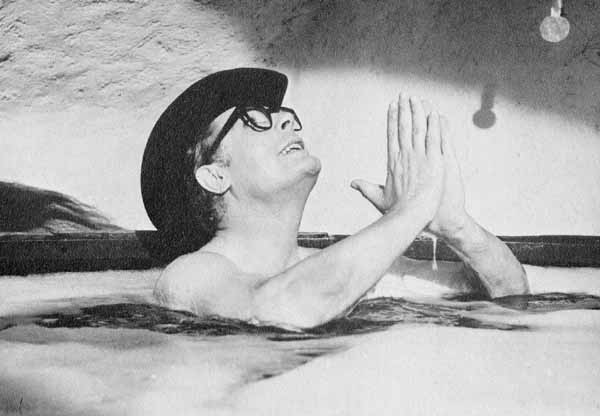
Huit et demi (1963) est le film italien le mieux classé dans de nombreux sondages professionnels internationaux.

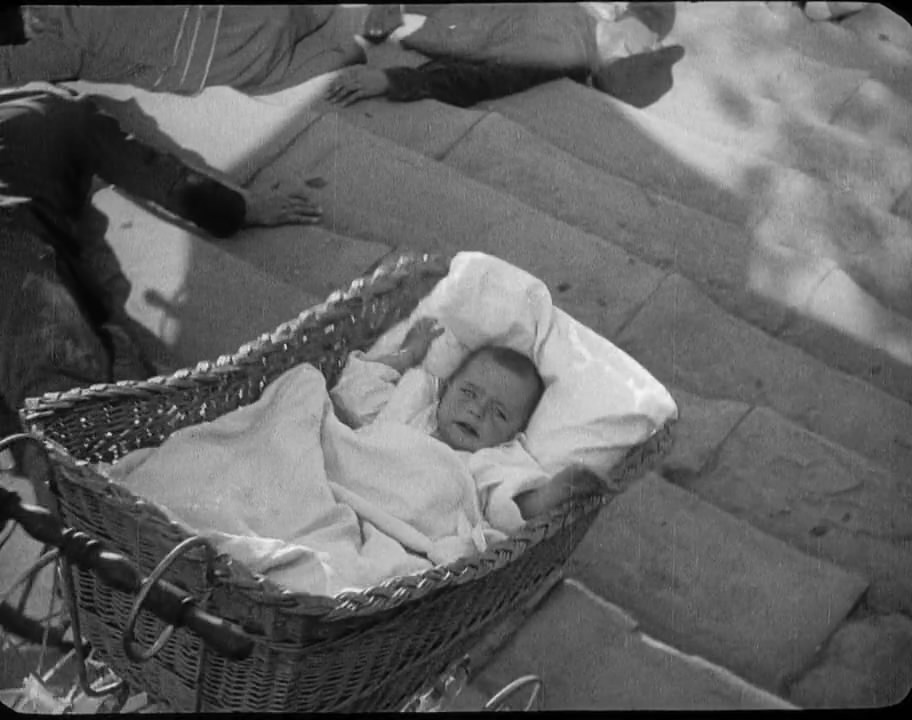
Le Cuirassé Potemkine (1925) est l'un des premiers favoris et le premier des films muets.

- Le Cuirassé Potemkine (1925) est classé no 1 avec 32 votes lorsque le Festival mondial du Film et des Beaux-Arts de Belgique a demandé à 63 professionnels du cinéma dans le monde, surtout des réalisateurs, de voter pour les meilleurs films de la première moitié du siècle en 1951[2]. Il est également classé no 1 au moment où l'Exposition universelle de Bruxelles fait voter 117 experts de 26 pays en 1958[3].
- Citizen Kane (1941) est classé no 1 avec 48 votes lorsque le magazine français Les Cahiers du cinéma demande à 78 critiques et historiens français de voter pour les meilleurs films en 2007[4]. Il est également classé no 1 avec 48 votes dans un sondage du site internet chinois Cinephilia.net auquel prennent part 135 critiques, universitaires, conservateurs et travailleurs culturels sinophones en 2012[5]. Il est classé no 1 avec 49 votes dans un sondage du magazine espagnol Nickel Odeon (es) prenant en compte les votes de 150 experts cinématographiques espagnols en 1999.
- Sueurs froides (1958) est classé no 1 avec 39 votes dans un sondage du magazine allemand Steadycam (de) prenant en compte les votes de 174 critiques et cinéastes en 2007[6]. Il arrive également en tête avec 25 votes dans un sondage du magazine iranien Film (en) prenant en compte les votes de 92 critiques iraniens en 2009[7].
- Huit et demi (1963) est classé comme le meilleur film sonore étranger (c'est-à-dire non suédois) avec 21 votes dans un sondage de 1964 prenant en compte les votes de 50 professionnels du cinéma suédois organisé par le magazine Chaplin (sv)[8]. Il arrive également en tête dans un sondage du musée de la cinématographie de Łódź (pl) prenant en compte les votes de 279 professionnels du cinéma polonais (cinéastes, critiques, et professeurs) en 2015[9]
- Le Parrain (1972) est classé no 1 dans un sondage du magazine japonais Kinema Junpō prenant en compte les votes de 114 critiques et professionnels du cinéma japonais afin d’élire le meilleur film étranger (c'est-à-dire non japonais) en 2009[10]. Il est également élu meilleur film dans un sondage du Hollywood Reporter prenant en compte les votes de 2 120 membres de l'industrie, dont chaque studio, agence artistique, agence de publicité et maison de production à Hollywood en 2014[11].
- Apocalypse Now (1979) est classé no 1 par un groupe de 3 760 critiques et personnalités du cinéma dans l'émission 50 Films to See Before You Die (en) sur Channel 4 en 2006[12].

### Agrégateurs de critiques
- L.A. Confidential (1997) arrive à la 1re place sur le site Rotten Tomatoes avec un score de 99 % basé sur 165 avis[13].
- Fenêtre sur cour (1954) arrive en tête de la liste du site Movie Review Query Engine des 100 plus grands films[14].
- Les Évadés (1994) arrive en tête de la liste du site Internet Movie Database dans son Top 250 des meilleurs films avec une note de 9,3/10 pour plus de 3 millions de critiques[15].
- Trois Couleurs : Rouge (1994) arrive en tête de la liste du site Metacritic des meilleurs films de tous les temps avec un score de 100/100 basé sur 11 revues de critiques[16].
- Ève (1950) arrive en tête de la liste du site Allmovie des meilleurs films pour la critique avec une note de 5/5[17].
- Le Seigneur des anneaux : Les Deux Tours (version longue) (2003) arrive en tête de la liste du site Allociné des meilleurs films de tous les temps avec une note de 4,7/5[18].
- Le Bon, la Brute et le Truand (1966) arrive en tête du classement de l'Online FilmDatenBank (OFDb) des meilleurs films de tous les temps avec une note de 8,93/10[19].
- Les Évadés (1994) arrive en tête du classement de The Movie DataBase avec une note de 87 %[20].

## Avis du public

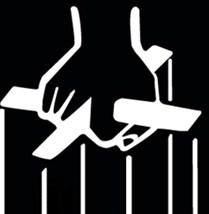
Le Parrain (1972) arrive en tête de nombreux sondages d'avis du public et de professionnels.

Autant en emporte le vent (1939) arrive en tête de plusieurs sondages américains.

- Autant en emporte le vent (1939) est élu film préféré des Américains dans un sondage de 2 279 adultes entrepris par Harris Interactive en 2008[21], et de nouveau dans un autre de 2 276 adultes en 2014[22].
- Vacances romaines (1953) est élu meilleur film étranger (c'est-à-dire non japonais) de tous les temps dans un sondage de 1990 prenant en compte les votes d'un million de personnes organisé par la chaîne de télévision publique japonaise NHK[23].
- Le Parrain (1972) est élu no 1 par les lecteurs de Entertainment Weekly en 1999[24], et également dans un sondage des lecteurs de Time Out en 1998[25]. Le film est élu « Meilleur film de tous les temps » en septembre 2008 par 10 000 lecteurs du magazine Empire, prenant en compte les votes de 150 personnalités de l'industrie du cinéma, et de 50 critiques de films[26].
- Star Wars, épisode V : L'Empire contre-attaque (1980) est élu meilleur film de tous les temps par plus de 250 000 lecteurs du magazine Empire en 2015[27].
- Les Évadés (1994) est élu plus grand film de tous les temps par les lecteurs du magazine Empire dans le sondage des « 201 plus grands films de tous les temps » organisé en mars 2006[28].
- Shiri (1999) est élu film préféré des Coréens avec 11 918 votes dans un sondage en ligne de 2002 prenant en compte les votes de 54 013 personnes organisé par la chaîne Orion Cinema Network[29].
- La trilogie Le Seigneur des anneaux (2001–2003) est élue comme les films les plus populaires de tous les temps dans un sondage organisé durant l'émission australienne My Favourite Film (en) en 2005[30], et dans un sondage prenant en compte les votes de 120 000 Allemands pour l'émission Die besten Filme aller Zeiten (« Les meilleurs films de tous les temps ») en 2004[31].

Les films qui reviennent le plus souvent dans les classements des plus grands films de tous les temps des grands magazines américains et européens sont : Le Parrain, L'Empire contre attaque, The Dark Knight, Pulp Fiction, 2001, l'Odyssée de l'espace, Citizen Kane, Aliens, Jurassic Park, Les Évadés, Terminator 2 : Le Jugement dernier, Les Dents de la mer, La Guerre des étoiles, Alien , le Huitième passager, Psychose, E.T. l'extra-terrestre, Douze Hommes en colère, Les Griffes de la nuit, les trois films du Seigneur des Anneaux, Il était une fois dans l'Ouest, Terminator, Halloween : La Nuit des masques, Les Affranchis, Apocalypse Now, Raging Bull, Blade Runner, Le Parrain 2, The Thing, L'Exorciste, Matrix, Predator, Shining, Orange mécanique, Les aventuriers de l'arche perdue, Carrie au bal du diable, Le Silence des agneaux, Frankenstein, Rocky, Le Retour du Jedi, Dracula, La Fiancée de Frankenstein, RoboCop, Parasite, Voyage au bout de l'enfer, Taxi Driver, Joker, Casablanca, Le Magicien d'Oz, Batman, Massacre à la tronçonneuse, King Kong, Superman, Black Panther, Avatar, Edward aux mains d'argent, Godzilla, Beetlejuice et Mad Max: Fury Road.

## Genres ou média

### Action
- Mad Max 2 : Le Défi (1981) est élu plus grand film d'action de tous les temps dans un sondage de lecteurs du magazine américain Rolling Stone en 2015[32].
- Piège de cristal (1988) est élu meilleur film d'action de tous les temps avec 21 votes dans un sondage de 2014 prenant en compte les votes de 50 réalisateurs, acteurs, critiques et experts organisé par le Time Out New York[33]
- Black Panther (2018) arrive en tête du Top 100 des films d'action et d'aventure sur le site Rotten Tomatoes avec un score de 97 % basé sur 489 critiques[34].
- The Dark Knight : Le Chevalier noir (2008) arrive en tête des meilleurs films d'action sur Allociné avec une note de 4,5/5[35].

### Animation (courts et longs-métrages)
- Quel opéra, docteur ? (1957), un cartoon de Bugs Bunny, est nommé comme le plus grand court-métrage d'animation de tous les temps par 1 000 professionnels de l'animation dans le livre The 50 Greatest Cartoons[36].
- Le Hérisson dans le brouillard (1975) est classé no 1 dans un sondage du Festival d'animation de Laputa de 2003 lors duquel 140 animateurs du monde entier votent pour le meilleur film d'animation de tous les temps[37].
- Le Conte des contes (1979) est classé no 1 avec 17 votes dans un sondage de l’Olympiade d'animation en 1984 lors duquel un panel de 35 journalistes, universitaires, directeurs de festivals, et programmeurs d'animation votent pour les meilleurs films d'animation[38],[39]. Il est également classé no 1 dans un sondage organisé par le magazine d'animation Dope Sheet en 1997, ainsi que dans un autre organisé par le Festival international du film d'animation de Zagreb, dont les résultats sont annoncés en 2002[39].
- Toy Story (1995) est élu no 1 du « Top 100 des longs-métrages d'animation de tous les temps » de la Online Film Critics Society (publié en mars 2003). Les votants devaient choisir parmi une liste de plus de 350 films[40]. Il arrive également en tête d'un sondage de 4 000 cinéphiles pour élire le « meilleur film d'animation de tous les temps » en 2009, quand il est ressorti en 3D.
- Toy Story 2 (1999) arrive en tête du Top 100 des films d'animation du site Rotten Tomatoes avec un score de 100 % basé sur 172 critiques[41].
- Le Roi lion (1994) arrive en tête des meilleurs films d'animation sur Allociné avec une note de 4,5/5[42].

### Noël

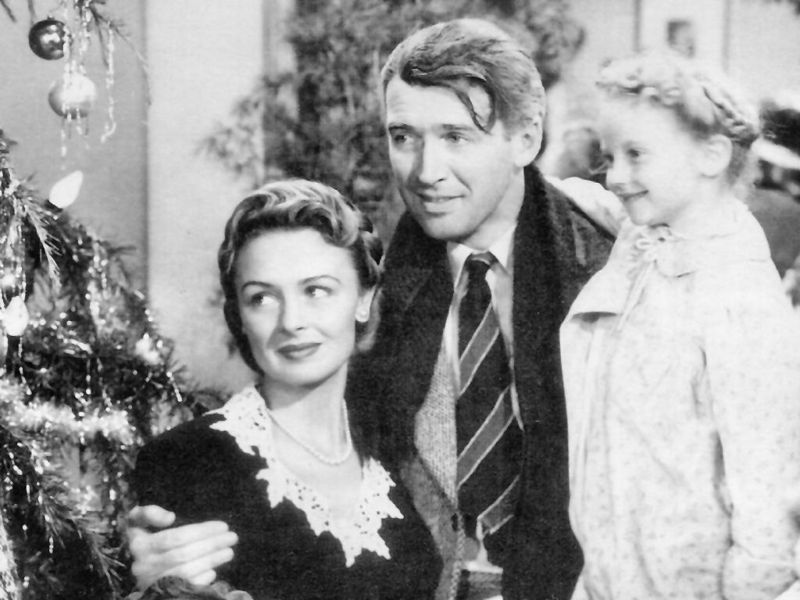
La vie est belle (1946) est classé no 1 de plusieurs listes des meilleurs films de Noël.

- La vie est belle (1946) est classé no 1 de la liste du site Movie Review Query Engine sur les meilleurs films de célébrations[43]. Il arrive également en tête de la liste des meilleurs films de Noël sur le site Rotten Tomatoes[44].

### Comédie
- Certains l'aiment chaud (1959) est élu meilleure comédie de tous les temps dans un sondage prenant en compte les votes de 253 critiques de films de 52 pays organisé par la BBC en 2017[45].
- Monty Python : La Vie de Brian (1979) est élu plus grande comédie de tous les temps dans un sondage de plus de 22 000 personnes organisé par la chaîne britannique Channel 4 en 2006[46]. Il est également élu plus grande comédie dans un sondage organisé par le magazine britannique Total Film en 2000[47] et par le journal The Guardian en 2007[48].
- Lady Bird (2017) est classé no 1 du Top 100 des comédies sur Rotten Tomatoes avec un score de 99 % basé sur 352 critiques[49].
- Forrest Gump (1994) arrive en tête des comédies sur Allociné avec une note de 4,6/5[50].

### Super-héros
- The Dark Knight : Le Chevalier noir (2008) est élu plus grand film de super-héros dans un sondage des lecteurs du magazine américain Rolling Stone en 2014 et arrive en tête des meilleures adaptations de comics sur le site Movie Review Query Engine[51].
- Black Panther (2018) est en tête de la liste des meilleurs films de super-héros de tous les temps sur le site Rotten Tomatoes[52].
- The Dark Knight Rises ((2012)) Le magazine Forbes l'a couronné meilleure adaptation à l'écran d'un super-héros de bande dessinée, surpassant à la fois son principal concurrent, The Avengers, et le précédent volet de la trilogie, The Dark Knight[53].

### Catastrophe
- L'Aventure du Poséidon (1972) est élu meilleur film catastrophe dans un sondage de 500 membres de UCI Cinemas en mai 2004[54].

### Documentaire
- L'Homme à la caméra (1929) est élu plus grand film documentaire de tous les temps avec 125 votes (100 critiques et 25 cinéastes) dans un sondage de Sight and Sound en 2014 prenant en compte les votes de 238 critiques, conservateurs, et académiciens (dont de nombreux spécialistes de documentaires) et 103 cinéastes[55].
- Hoop Dreams (1994) est classé comme plus grand documentaire de tous les temps par l'International Documentary Association en 2007. Les votants devaient choisir parmi une liste de plus de 700 films.
- Bowling for Columbine (2002) arrive en tête de la liste des 20 films non-fiction préférés de tous les temps sélectionnés par les membres de l'International Documentary Association en 2002[56].
- Le Funambule (2008) est classé no 1 du Top 100 des films documentaires sur Rotten Tomatoes avec un score de 100 % basé sur 157 critiques[57].

### Horreur
- L'Exorciste (1973) est élu meilleur film d'horreur de tous les temps avec 53 votes dans un sondage de 150 experts organisé par Time Out London en 2002[58]
- Massacre à la tronçonneuse (1974) est classé no 1 dans la liste des plus grands films d'horreur du magazine britannique Total Film en 2005[59].
- Les Dents de la mer (1975) est classé no 1 dans le Top 100 des films d'horreur sur Rotten Tomatoes avec un score de 97 % sur 147 critiques[60].
- Psychose (1960) arrive en tête des meilleurs films d'horreur sur Allociné avec une note de 4,4/5[61].

### Comédie musicale
Voir Le Magicien d'Oz dans la section Agrégateurs de critiques plus en haut.
- West Side Story (1961) est choisi comme la meilleure comédie musicale par le journaliste Neil Spencer du journal britannique The Observer en 2007[62].
- The Rocky Horror Picture Show (1975) est élu meilleure comédie musicale par les lecteurs de Rolling Stone dans un sondage de 2017[63].

### Énigme
- Citizen Kane (1941) est classé no 1 du Top 100 des films à suspense et énigme sur Rotten Tomatoes avec un score de 100 % basé sur 80 critiques[64].

### Romance
- Casablanca (1942) est élu meilleur film d'amour de tous les temps avec 56 votes dans un sondage de 100 experts organisé par le magazine espagnol Nickel Odeon en 1996[65].
- Brève Rencontre (1945) est élu meilleur film d'amour de tous les temps avec 25 votes dans un sondage de 101 experts organisé par Time Out London en 2013[66].
- New York-Miami (1934) est classé no 1 du Top 100 des films d'amour sur Rotten Tomatoes avec un score de 98 % basé sur 55 critiques[67].

### Science fiction

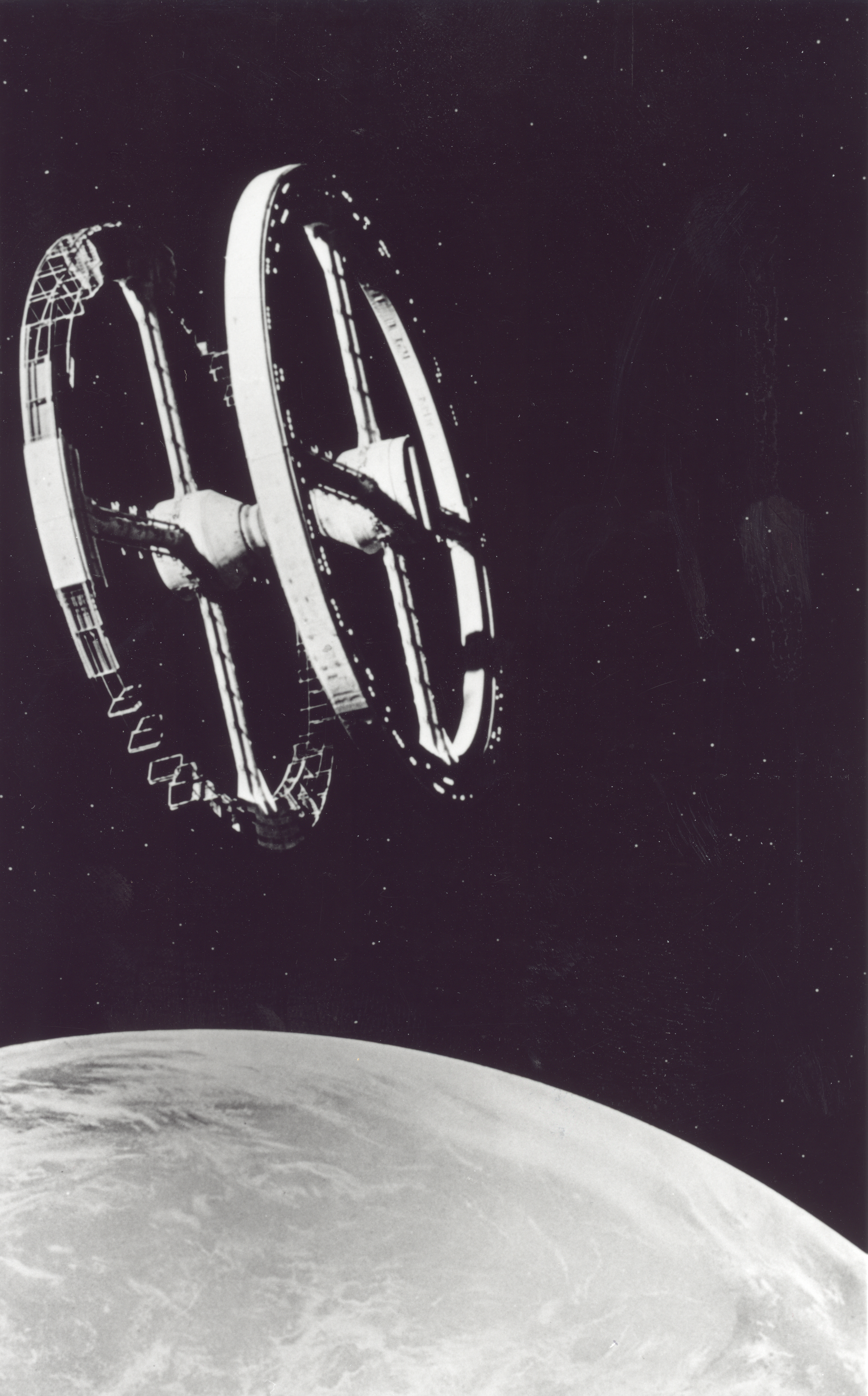
2001, l'Odyssée de l'espace (1968) est classé comme le meilleur film de science-fiction par différents sondages.

- 2001, l'Odyssée de l'espace (1968) est élu meilleur film de science-fiction de tous les temps avec 73 votes dans un sondage de 136 experts, cinéastes, écrivains de science-fiction, critiques de films, et scientifiques organisé par le Time Out London[68]. Il est élu meilleur film de science-fiction de tous les temps par 115 membres de Online Film Critics Society en 2002[69]. C'est également le seul film de science-fiction à faire partie des dix meilleurs film dans le sondages des critiques de Sight and Sound (no 10 en 1992, no 6 en 2002 et 2012)[1]
- Blade Runner (1982) est élu meilleur film de science-fiction par un panel de 56 scientifiques rassemblé par le journal britannique The Guardian en 2004[70]. Dans le magazine New Scientist, Blade Runner est élu « film de science-fiction préféré de tous les temps » dans un sondage de lecteurs en 2008, avec 12 % des votes[71].
- Black Panther (2018) est classé en tête du Top 100 des films de fantasy et de science-fiction sur Rotten Tomatoes avec un score de 97 % basé sur 455 critiques[72].
- Interstellar (2014) arrive en tête des meilleurs films de science fiction sur Allociné avec une note de 4,5/5[73].

### Muet
- Le Cuirassé Potemkine (1925) est élu meilleur film muet avec 32 votes dans un sondage de 50 professionnels suédois du cinéma organisé par le magazine Chaplin (sv) en 1964[8].

### Sports
- Rocky (1976) arrive en tête du sondage en ligne sur les « plus grands films de sports » du site Digital Spy en 2012, avec 18,7 % des votes. Les votants devaient choisir parmi une liste de 25 films[74].
- Murderball (2005) est classé no 1 du Top 100 des films de sports et fitness sur Rotten Tomatoes avec un score de 98 % basé sur 138 critiques[75].

### Western
- La Chevauchée fantastique (1939) est élu meilleur western de tous les temps avec 54 votes dans un sondage de 100 experts organisé par le magazine espagnol Nickel Odeon (es) en 1996[76].
- Le Bon, la Brute et le Truand (1966) est classé no 1 du Top 100 des westerns sur Rotten Tomatoes avec un score de 97 % basé sur 77 critiques[77].
- Johnny Guitare (1954) est le film le plus cité dans la liste des « Dix meilleurs westerns » établie par 27 critiques français dans Le Western[78].
- Le Bon, la Brute et le Truand (1966) arrive en tête de la liste des westerns du site Movie Review Query Engine[79].
- Il était une fois dans l'Ouest (1968) arrive en tête des meilleurs westerns sur Allociné avec une note de 4,5/5[80].

## Sondages nationaux

### Allemagne
- Nosferatu le vampire (1922) est élu meilleur film européen de tous les temps avec 56 votes (à égalité avec le film français La Règle du jeu) dans un sondage de 70 critiques et historiens du cinéma organisé par la Cinémathèque portugaise en 1994[81].
- M le maudit (1931) est élu meilleur film allemand de tous les temps avec 306 votes dans un sondage de 324 journalistes, critiques, cinéastes, et réalisateurs organisé par l'Association des cinémathèques allemandes (de) en 1994[82].

### Australie
- Pique-nique à Hanging Rock (1975) est élu meilleur film australien de tous les temps par des membres de l'Australian Film Institute, des guildes et syndicats de l'industrie, des critiques de cinéma, des universitaires et des professeurs, et des membres du National Film and Sound Archive, dans un sondage organisé par le comité cinématographique du centenaire victorien et le National Film and Sound Archive en 1996[83].
- Le Château (en) (1997) est choisi par le public comme le film australien préféré dans un sondage organisé par l'Australian Film Institute en 2008, en collaboration avec l'Australia Post[84].

### Bangladesh
- Titash Ekti Nadir Naam (1973) arrive en tête de la liste des 10 meilleurs films bengalis dans un sondage de spectateurs et de critiques organisé par le British Film Institute en 2002[85].

### Bosnie-Herzégovine
- Te souviens-tu de Dolly Bell ? (1981) est élu meilleur film bosniaque de tous les temps dans un sondage de 13 professionnels du cinéma organisé par les Archives nationales du cinéma de Bosnie-Herzégovine en 2003[86].

### Brésil
- Limite (1931) est classé no 1 du Top 100 des films brésiliens d'Abraccine (Association des critiques de films brésilienne), à l'unanimité de ses 100 votants en 2015[87].
- Le Dieu noir et le Diable blond (1964) est élu meilleur film brésilien de tous les temps dans un sondage de 108 critiques et professionnels du cinéma organisé par le magazine brésilien Contracampo en 2001[88].
- Le Bandit de la lumière rouge (1968) est élu meilleur film brésilien de tous les temps dans un sondage de 102 critiques, chercheurs, et professionnels organisé par le magazine brésilien Filme Cultura en 2011[89],[90].

### Canada
- Mon oncle Antoine (1971) est nommé en tête du Top 10 des meilleurs films canadiens de tous les temps (en) au Festival international du film de Toronto en 1984, 1993 et 2004[91].
- De beaux lendemains (1997) est élu meilleur film canadien par les lecteurs de Playback (en) dans un sondage en ligne en 2002. Plus de 500 professionnels de l'industrie y ont participé[92].
- Atanarjuat (2001) est élu meilleur film canadien de tous les temps avec 94 votes dans un sondage de 220 cinéastes, critiques, programmeurs, et professionnels organisé par le Festival international du film de Toronto en 2015, détrônant Mon oncle Antoine qui était arrivé en tête des trois précédents sondages[93].

### Chili
- Le Chacal de Nahueltoro (1975) est élu meilleur film chilien de tous les temps avec 57 votes dans un sondage de 77 réalisateurs, acteurs, programmeurs, universitaires, journalistes, et critiques organisé par CineChile en 2016[94]
- Juillet commence en juillet (es) (1979) est choisi en 1999 comme le « meilleur film chilien du siècle » dans un vote organisé par la municipalité de Santiago[95].

### Chine
- Printemps dans une petite ville (小城之春, 1948) est classé no 1 dans la liste des 100 meilleurs films chinois des Hong Kong Film Awards en 2005[96]. Il est également élu meilleur film chinois de tous les temps avec 25 votes dans un sondage de 37 critiques organisé par la Hong Kong Film Critics Society (en)[97].
- Adieu ma concubine (霸王别姬; 1993) est élu meilleur film chinois de tous les temps par 88 experts internationaux du cinéma dans un sondage organisé par le Time Out Shanghai et le Time Out Beijing[98].

### Colombie
- La Stratégie de l'escargot (1993) est élu meilleur film colombien de tous les temps avec 38 votes dans un sondage réalisé en 2015 auprès de 65 critiques et journalistes organisés par le magazine colombien Semana[99].

### Corée du Sud
- Obaltan (1961) est élu meilleur film coréen de tous les temps avec 48 votes dans un sondage réalisé en 1999 auprès de 140 cinéastes organisés par le journal coréen Chosun Ilbo[100]. Il est également élu meilleur film coréen de tous les temps (à égalité avec La Servante et La Marche des fous (ko)) dans un sondage réalisé en 2014 auprès de 62 spécialistes du cinéma, critiques, professionnels du cinéma, chercheurs et programmateurs organisé par les Archives du film coréen[101].
- Shiri (1999) est élu film préféré des Coréens avec 11 918 votes dans un sondage en ligne de 54 013 personnes réalisé par la chaîne télévision coréenne Orion Cinema Network[29].
- Memories of Murder (2003) est élu meilleur film coréen de tous les temps avec 806 votes lors d'un sondage réalisé en 2014 auprès de 1 462 personnes par les Archives du film coréen[102].

### Croatie
- Qui chante ne pense pas à mal (1970) est élu meilleur film croate de tous les temps par 44 critiques de films croates en 1999, dans un sondage organisé par le magazine croate Hollywood. Il est également élu meilleur film croate par les lecteurs de Hollywood[103].

### Cuba
- Mémoires du sous-développement (1968) est élu meilleur film latino-américain de tous les temps avec 30 votes dans un sondage réalisé en 1999 auprès de 36 critiques et cinéastes de 11 pays, organisé par les critiques Carlos Galiano et Rufo Caballero[104]. Il est également élu meilleur film ibéro-américain de tous les temps dans un sondage réalisé en 2009 auprès de plus de 500 professionnels du cinéma, critiques, journalistes, organisateurs de festivals et cinéphiles du monde entier organisés par le magazine espagnol Noticine[105].

### Égypte
- La Momie (1969) est élu meilleur film arabe de tous les temps (c'est-à-dire le meilleur film d'un pays arabe) dans un sondage réalisé en 2013 auprès de 475 critiques de cinéma, écrivains, romanciers, universitaires et autres professionnels des arts par le Festival international du film de Dubaï[106],[107].

### Estonie
- Printemps (1969) arrive en tête du sondage des 10 meilleurs longs-métrages estoniens en 2002 par des critiques de cinéma et journalistes estoniens[108].
- Bal d'automne (en) (2007) est élu meilleur film estonien de tous les temps avec 29 votes dans un sondage réalisé en 2011 auprès de 33 écrivains et spécialistes du cinéma organisés par l'Association estonienne des journalistes de cinéma[109].

### Espagne
- Viridiana (1961) est élu meilleur film espagnol de tous les temps avec 227 votes lors d'un sondage réalisé en 2016 auprès de 350 experts organisé par le magazine espagnol de cinéma Caimán Cuadernos de Cine[110].
- Le Bourreau (1963) est élu meilleur film espagnol de tous les temps avec 77 votes dans un sondage de 1995 de 100 critiques et professionnels du cinéma organisé par le magazine espagnol de cinéma Nickel Odeon (es)[111].

### États-Unis
- Autant en emporte le vent (1939) est élu film préféré des Américains dans un sondage de 2 279 adultes par Harris Interactive en 2008[21], et de nouveau dans un autre sur 2 276 adultes en 2014[22]. Il est également élu meilleur film américain de tous les temps par 35 000 membres de l'American Film Institute en 1977[112]. Il est choisi en 2011 comme meilleur film dans l'émission Best in Film: The Greatest Movies of Our Time, un sondage en ligne dans lequel plus de 500 000 votes sont exprimés. Les votants devaient choisir parmi une liste de 10 films anglophones sélectionnés par des experts de l'industrie cinématographique[113].
- Citizen Kane (1941) est nommé plus grand film américain en 2015 par 62 critiques de films internationaux interrogés par la BBC[114]. Il est également classé en tête de tous les sondages de Sight and Sound de 1962 à 2002 et par le sondage de réalisateurs de 1992 à 2002[1]. L'American Film Institute sonde 1 500 personnalités du cinéma pour les listes 100 Years…100 Movies et 100 Years…100 Movies (édition du 10e anniversaire) (en) en 1998 et en 2007 respectivement, demandant aux votants de choisir parmi une liste de 400 films. Les deux sondages classent Citizen Kane comme meilleur film américain de tous les temps[115],[116]. Il est élu meilleur film américain de tous les temps avec 156 votes dans un sondage de 1977 de 203 experts de 22 pays (116 Américains et 87 non-Américains). Le sondage est organisé par la Cinémathèque royale de Belgique, intitulé « Les films américains les plus importants et les moins appréciés », qui cherchait des choix subjectifs[117].
- Sueurs froides (1958) arrive en tête du sondage de critiques de Sight and Sound en 2012 avec 191 votes[1].
- Le Parrain (1972) est choisi comme plus grand film par 2 120 professionnels d'Hollywood dans un sondage organisé par le Hollywood Reporter en 2014[11].

### Finlande
- Soldat inconnu (1955) est élu meilleur film finlandais par 1 213 votants dans un sondage en ligne par le journal Helsingin Sanomat en 2007[118].
- L'Erreur du commissaire Palmu (en) (1960) est choisi comme meilleur film de fiction finlandais de tous les temps dans un sondage de 48 critiques par Yle en 2012[119].

### France
- La Règle du jeu (1939) est élu meilleur film français de tous les temps avec 15 votes dans un sondage de 85 professionnels du cinéma réalisé en 2012 par le Time Out Paris[120]. Il est élu meilleur film européen de tous les temps avec 56 voix (à égalité avec le film allemand Nosferatu le vampire) dans un sondage de 70 critiques et historiens du cinéma organisé par la Cinémathèque portugaise en 1994[81]. C'est également le seul film classé dans le top 10 de chaque sondage de Sight and Sound[1].

### Géorgie
- Elisso (1928) est élu meilleur film géorgien de tous les temps dans un sondage de critiques organisé par Tbilissi Intermedia[121].

### Grèce
- L'Ogre d'Athènes (1956) est élu meilleur film grec de tous les temps par des membres de l'Association des critiques de cinéma grecs (en) en 2006[122].
- Evdokía (1971) est élu meilleur film grec de tous les temps par des membres de l'Association des critiques de cinéma grecs en 1986[122].

### Hong Kong
- Le Syndicat du crime (英雄本色, 1986), tourné et produit à Hong Kong, est élu second meilleur film chinois de tous les temps aux Hong Kong Film Awards en 2005[96].
- Nos années sauvages (阿飛正傳, 1990) est élu meilleur film hongkongais de tous les temps avec 16 votes dans un sondage de 2010 de 37 critiques organisé par la Hong Kong Film Critics Society (en)[97].

### Hongrie
- Les Sans-Espoir (1965) est choisi comme meilleur film hongrois dans un sondage hongrois de 2000[123].
- Le Tango de Satan (1994) est au 36e rang, le plus haut rang pour un film hongrois, dans le sondage de 2012 de Sight and Sound[1].

### Inde
- La Complainte du sentier (1955) est le film indien le mieux classé dans tous les sondages de Sight and Sound, ayant atteint le 6e rang dans le sondage des critiques en 1992[1]. Il arrive également en tête du « Top 10 des meilleurs films indiens » de tous les temps du sondage des utilisateurs du British Film Institute en 2002[124].
- Le Marché des illusions (en) (1957) est élu comme plus grand film indien de tous les temps avec 16 960 votes dans un sondage en ligne de IBN Live en 2013. Les votants devaient choisir dans une liste de 100 films indiens de différentes langues, et 70 926 personnes ont participé[125],[126].
- Sholay (1975) arrive en tête du « Top 10 des meilleurs films indiens » de tous les temps du sondage des critiques du British Film Institute en 2002[127].

### Iran
- The Deer (1974) est élu meilleur film iranien de tous les temps avec 33 votes dans un sondage de 92 critiques organisé par le magazine de cinéma iranien Film (en) en 2009[7].
- Bashu, le petit étranger (1986) est élu « Meilleur film iranien de tous les temps » en novembre 1999 par le magazine iranien Picture World après un sondage auprès de 150 critiques et professionnels iraniens[128].

### Irlande
- Les Commitments (1991) est élu meilleur film irlandais de tous les temps lors d'un sondage en ligne réalisé en 2005 par John Jameson & Son auprès de plus de 10 000 Irlandais[129].

### Israël
- L'unité Halfon ne répond plus (1976) est élu « Meilleur film israélien de tous les temps » dans un sondage réalisé en 2004 par Ynet, la plate-forme du journal israélien Yediot Aharonot. Le film reçoit les votes de 25 000 internautes[130].
- Avanti Popolo (en) (1986) est élu « Meilleur film israélien de tous les temps » dans un sondage réalisé en 2013 auprès de 20 experts de cinéma israéliens le journal NRG Ma'ariv[131],[132].

### Italie
- Le Voleur de bicyclette (1948) arrive en tête du premier sondage de Sight and Sound en 1952[1].
- Huit et demi (1963) est élu meilleur film sonore étranger (c'est-à-dire non suédois) avec 21 votes dans un sondage réalisé en 1964 auprès de 50 professionnels suédois du cinéma organisé par le magazine de cinéma suédois Chaplin (sv)[8]. Il arrive également en tête dans un sondage du musée de la cinématographie de Łódź (pl) prenant en compte les votes de 279 professionnels du cinéma polonais (cinéastes, critiques, et professeurs) en 2015[9]. Il se classe aussi parmi les 10 premiers, et est le film italien le mieux classé, dans les sondages Sight and Sound en 1972, 1982, 2002 et 2012, et les sondages des réalisateurs en 1992, 2002 et 2012[1].

### Japon

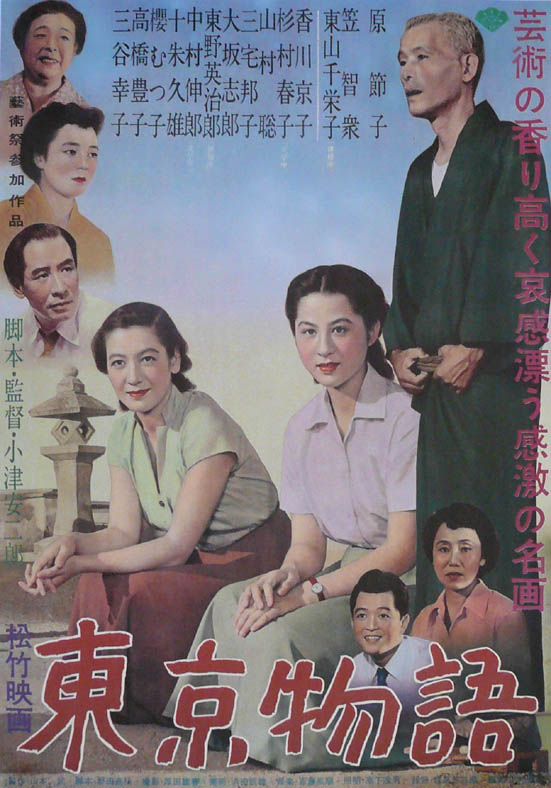
Voyage à Tokyo (1953) arrive en tête de plusieurs sondages internationaux.

- Voyage à Tokyo (東京物語, 1953) arrive en tête du sondage des réalisateurs de Sight and Sound avec 48 votes et est numéro 3 du sondage des critiques avec 107 votes en 2012[1]. Il est également élu meilleur film japonais de tous les temps dans un sondage de 114 critiques et professionnels du cinéma organisé par le magazine japonais Kinema Junpō en 2009[10]. Il est élu meilleur film asiatique de tous les temps lors d'un sondage réalisé en 2015 auprès de 73 critiques de cinéma, responsables de festivals, programmeurs et réalisateurs du monde entier, organisé par le Festival international du film de Busan[133].
- Les Sept Samouraïs (1954) est élu meilleur film de tous les temps dans un sondage de 1989 auprès de 372 célébrités pour un livre publié par Bungeishunjū[134]. Il est élu meilleur film japonais de tous les temps dans un sondage de 1990 d'environ un million de personnes organisé par NHK[23]. Il arrive également en numéro 3 avec 15 votes, étant le film japonais le mieux classé, dans le sondage de Sight and Sound de 1982. Il se classe également au dixième rang du sondage des réalisateurs de Sight and Sound en 1992 et au neuvième rang en 2002[1].
- Rashōmon (1950) est classé dixième dans le sondage des réalisateurs de Sight and Sound en 1992 et neuvième en 2002[1].

### Nouvelle-Zélande
- L'Âme des guerriers (1994) est élu meilleur film néo-zélandais de tous les temps dans un sondage en ligne de 2014 organisé par Fairfax Media. Plus de 500 personnes ont voté, dont environ 100 professionnels du cinéma et 15 critiques[135].

### Norvège
- Le Rescapé (1957) est le choix des critiques pour le « Meilleur film norvégien de tous les temps » lors du Festival international du film de Bergen en 2005[136].
- La Chasse (1959) est élu meilleur film norvégien de tous les temps avec 23 votes dans un sondage de 2011 de 32 critiques et experts organisé par le magazine de cinéma norvégien Rushprint (no)[137].
- Flåklypa Grand Prix (1975) est le choix du public pour le « Meilleur film norvégien de tous les temps » lors du Festival international du film de Bergen en 2005[136].

### Pakistan
- Baji (1963) arrive en tête du « Top 10 des meilleurs films pakistanais » de tous les temps après le sondage des critiques du British Film Institute en 2002[138].
- Aina (en) (1977) arrive en tête du « Top 10 des meilleurs films pakistanais » de tous les temps après le sondage des utilisateurs du British Film Institute en 2002[139].

### Pays-Bas
- Turkish Délices (1973) est élu meilleur film néerlandais de tous les temps dans un sondage de 1999[140].
- Black Book (2006) est élu meilleur film néerlandais de tous les temps en 2008 au Festival du cinéma néerlandais d'Utrecht par près de 15 000 personnes[141].

### Philippines
- Manille (1975) est élu meilleur film philippin de tous les temps avec 16 votes (à égalité avec Ganito Kami Noon, Paano Kayo Ngayon (en)) dans un sondage de 1989 auprès de 28 cinéastes et critiques, organisé par Joel David et son groupe de critiques de film, et publié dans le magazine philippin Midweek national. L'article comprend également une liste des choix les plus fréquents (gagné par Manille), ainsi qu'une version alternative du Top 10 (gagné par Manila by Night (en))[142].
- Himala (Miracle, 1982) remporte le Prix des téléspectateurs de CNN Asia Pacific en 2008 en tant que « Meilleur film d'Asie-Pacifique de tous les temps » (des milliers de cinéphiles du monde entier ont voté)[143].

### Pologne
- La Terre de la grande promesse (1975) est élu meilleur film polonais de tous les temps dans un sondage réalisé en 2010 auprès de 279 professionnels du cinéma polonais organisé par le musée de la cinématographie de Łódź (pl)[9].
- L'Ours (1980) est élu par le public de Filmfest PL 2013 comme le meilleur film de tous les temps[144].

### République tchèque
- Christian (en) (1939) est élu meilleur film tchèque de tous les temps dans un sondage organisé par Media Desk et le magazine Týden en 2010[145].
- Marketa Lazarová (1967) est élu meilleur film tchèque de tous les temps par des journalistes tchèques durant le Festival international du film de Karlovy Vary en 1994[146],[147],[148],[149].
- Pelíšky (1999) est élu meilleur film tchèque avec 622 votes dans un sondage des lecteurs du magazine Reflex en 2011[150].

Voir aussi Tchécoslovaquie, plus bas.

### Roumanie
- La Reconstitution (1968) est choisi comme meilleur film roumain par 40 critiques de cinéma en 2008[151].

### Royaume-Uni
- Le Troisième Homme (1949) est élu meilleur film britannique par 1000 professionnels de l'industrie, universitaires et critiques dans un sondage du British Film Institute en 1999[152].
- Lawrence d'Arabie (1962) est élu « Meilleur film britannique de tous les temps » en août 2004 par plus de 200 personnes interrogées dans un sondage du Sunday Telegraph des plus grands cinéastes britanniques[153].
- La Loi du milieu (1971) est élu meilleur film britannique dans un sondage réalisé en 2003 par le magazine Hotdog[154]. Il arrive également en tête d'un classement de 2004 réalisé par 25 critiques de cinéma, portant sur 50 films britanniques et organisé par le magazine Total Film[155].
- Ne vous retournez pas (1973) est cité comme meilleur film britannique dans un sondage de 150 experts de l'industrie cinématographique menée par le Time Out London en 2011[156].
- Monty Python : Sacré Graal ! (1975) est élu meilleur film britannique de tous les temps par 7 000 spectateurs dans un sondage réalisé en 2004 par la branche britannique d'Amazon et la base de données Internet Movie Database[157].
- L'or se barre (1969) est élu meilleur film britannique dans un sondage réalisé par Sky Movies HD en 2011, lors duquel il a recueilli 15% des votes[158]. Il arrive également en tête d'un sondage réalisé en 2017 par Vue Entertainment[159].

### Russie
- Mon ami Ivan Lapchine (1985) est élu meilleur film russe de tous les temps avec 47 votes dans un sondage de 2008 de 100 cinéastes et critiques, organisé par le magazine de cinéma russe Séance (ru)[160].

Voir aussi Union Soviétique, plus bas.

### Serbie
- Qui chante là-bas ? (1980) est élu par les critiques serbes comme le meilleur film serbe de tous les temps[161].

### Slovaquie
- Images du vieux monde (1972) est élu meilleur film slovaque de tous les temps par des critiques slovaques en 2000[162].

Voir aussi Tchécoslovaquie, plus bas.

### Slovénie
- La Danse sous la pluie (1961) est élu meilleur film slovène de tous les temps dans un sondage des critiques slovènes[163].

### Sri Lanka
- Anantha Rathriya (en) (1995) arrive en tête du sondage des utilisateurs du British Film Institute en 2002 sur les « 10 meilleurs films srilankais » de tous les temps[164].
- Purahanda Kaluwara (en) (1997) arrive en tête du sondage des critiques du British Film Institute en 2002 sur les « 10 meilleurs films srilankais » de tous les temps[165].

### Suède
- La Charrette fantôme (1921) est élu meilleur film suédois de tous les temps avec 30 votes dans un sondage de 50 critiques et universitaires menées par le magazine FLM en 2012[166].
- Persona (1966) atteint le plus haut rang (cinquième en 1972) pour un film suédois sur l'une des listes du Sight and Sound des plus grands films de tous les temps[1].

### Taïwan
- La Cité des douleurs (悲情城市}, 1989) est élu meilleur film en langue chinoise de tous les temps avec 73 votes dans un sondage réalisé en 2010 auprès de 122 professionnels du cinéma durant les Golden Horse Film Festival and Awards[167]. Il est également au cinquième rang, le plus haut pour un film taïwanais, sur la liste des 100 meilleurs films chinois des Hong Kong Film Awards, élu par 101 cinéastes, critiques et universitaires[96].

### Tchécoslovaquie
Voir République Tchèque et Slovaquie, plus haut.
- Marketa Lazarová (1967) est élu meilleur film tchécoslovaque de tous les temps dans un sondage réalisé en 1998 portant sur 55 films tchèques et slovaques[168].
- Au feu, les pompiers ! (1967) est élu meilleur film tchécoslovaque de tous les temps avec 33 votes dans un sondage réalisé en 2007 nommé Filmové dědictví česko-slovenské kinematografie auprès de 53 experts (principalement de la République tchèque, mais aussi de Slovaquie et de Pologne)[169].
- L'École élémentaire (1991) est élu meilleur film tchécoslovaque avec 192 votes dans un sondage public de 2007 nommé Filmové dědictví česko-slovenské kinematografie[169].

### Turquie
- Yol, la permission (1982) est élu meilleur film turc de tous les temps dans un sondage réalisé en 2016 auprès de 383 experts organisé par le magazine turc Notos[170]. Il est également élu meilleur film turc dans un sondage réalisé en 2003 par l'Ankara Sinema Derneği (Association d'Ankara pour la culture cinématographique) auprès de cinéphiles[171].

### Union soviétique
- Le Cuirassé Potemkine (1925) est classé no 1 avec 32 votes lorsque le Festival mondial du Film et des Beaux-Arts de Belgique a demandé à 63 professionnels du cinéma du monde entier, majoritairement des réalisateurs, de voter pour les meilleurs films de la première moitié du siècle en 1951[2]. Il est également classé no 1 au moment où l'Exposition universelle de Bruxelles fait voter 117 experts de 26 pays en 1958[3]. Il est classé parmi les dix premiers et est le film soviétique/russe le mieux classé dans tous les sondages de Sight and Sound de 1952 à 2002[1].
- L'Homme à la caméra (1929) est élu huitième plus grand film jamais réalisé dans le sondage de Sight and Sound en 2012[172].
- Le Miroir (1975) est classé 9e dans le sondage des réalisateurs de Sight and Sound en 2012[173].

Voir aussi Russie, plus haut.

### Ukraine
- Les Chevaux de feu (1965) est élu meilleur film ukrainien de tous les temps avec 30 votes dans un sondage réalisé en 2012 par une centaine de journalistes du Bureau du journalisme cinématographique d'Ukraine et de l'Union nationale des cinéastes d'Ukraine[174].

### Uruguay
- Whisky (2004) est élu meilleur film uruguayen de tous les temps par 22 membres de l'Association uruguayenne de critiques de films en 2015[175].

### Venezuela
- El Pez que fuma (1977) est élu meilleur film vénézuélien de tous les temps avec 22 votes dans un sondage réalisé en 1987 auprès de 29 experts du magazine Imagen[176]. Il est également élu meilleur film vénézuélien de tous les temps avec 33 votes dans un sondage de 41 experts organisé par la Cinémathèque nationale du Venezuela[176].